# Santa Maria de Cluelles
Santa Maria de Cluelles és una església romànica de Tiurana (Noguera) inclosa a l'Inventari del Patrimoni Arquitectònic de Catalunya.

## Descripció
L'església de Santa Maria de la Cluella es troba a uns 40 metres a l'est del mas del mateix nom, al sud del terme de Tiurana, en unes planes sobre el marge esquerre del Segre, actualment l'embassament de Rialb.
Es tractava d'un edifici de petites dimensions, una església d'uns 9 m per 3,5 m orientada d'est a oest, d'una sola nau coberta amb una volta de canó de perfil semicircular, capçada per un absis semicircular a llevant i amb un campanar de torre de planta quadrada sobre l'extrem oest de la nau. L'aparell era de carreuó rectangular disposat en filades horitzontals i lligat amb morter de calç.
El campanar era l'element més destacat de l'edifici, i no se'n coneixen paral·lels clars en l'arquitectura catalana de l'època. La torre de planta quadrada estava coronada per una coberta piramidal de lloses de pedra que recolzava sobre vuit columnes que aguanten dos arcs de mig punt a cada façana. Els capitells d'aquestes columnes eren d'estructura troncopiramidal, sense àbac ni collarí. Tres dels capitells presentaven decoracions a la cara externa de tipus preromànic, per la qual cosa es creu que probablement foren fets en el segle xi.
La porta original era a la façana nord, d'arc de mig punt de dovelles. Aquesta porta es tapià i se substituí per una altra porta, també de mig punt i de grans dovelles polides, a la façana de ponent, segurament en el mateix procés constructiu en què s'adossà una sagristia rectangular a la façana sud i se sobrealçà la coberta. Aquesta modificació se situa al voltant del 1818, la data inscrita a la llinda de la porta de la sagristia.
A l'interior, la volta de la nau estava reforçada per un arc toral que arrenca de sengles pilastres rectangulars, adossades als murs laterals, que formen una mena de banqueta a la part baixa. L'absis s'obria a la nau mitjançant un arc presbiteral.
Per les característiques tècniques hom considera el conjunt com una obra ja construïda dins del segle xii, si bé encara deutora de la tecnologia constructiva de finals del segle xi.
Santa Maria de la Cluella ha patit un procés d'espoli des de mitjans dels anys 70 del segle xx. Primer es va espoliar el campanar, tot el parament exterior dels murs (excepte un tram del mur de ponent) i el parament interior de l'absis, inclòs l'arc presbiteral. A principis dels anys 90 del segle XX encara conservava la volta, el mur de ponent amb la seva porta i l'absis, però actualment (2012) hom ha fet caure la volta, l'absis i gran part del mur de ponent amb la porta inclosa, reduint el que quedava a un vestigi ruïnós.

## Història
El lloc de la Cluella apareix documentat per primera vegada en l'acta de fundació de la vila de Tiurana el 1171, promoguda pel bisbe d'Urgell Arnau de Preixens i Bertran de Vallferosa, senyors de nombrosos masos al pla de Tiurana. Entre els signants de l'esmentat document apareix G. De Clusela.
L'església de la Cluella, actualment desafectada, havia depès tradicionalment de la parròquia de Sant Iscle i Santa Victòria de la Torre de Rialb (abans Rialb Jussà). Aquesta vinculació hauria tingut el seu origen en la pertinença de la quadra de la Cluella a l'antic terme del castell de Rialb. Més tard passà a dependre de la parròquia de Tiurana.
A mitjans dels anys 70 del segle XX l'església de la Cluella va patir una greu espoliació per part dels seus propietaris, els amos del mas de la Cluella. Van malmetre l'edifici en arrencar-li la major part dels carreus del revestiment exterior i el campanar per tal de construir una nova església a Solsona (Solsonès), en el jardí d'una casa particular situada a la sortida de la ciutat per la carretera de la Bassella.
En època recent hom ha agreujat l'espoli notablement en arrencar la volta i l'absis completament.